# جيمس باسيت (مبشر)
جيمس باسيت (بالإنجليزية: James Bassett)‏ هو مبشر أمريكي، ولد في 1834 في كندا، وتوفي في 1906.